# Pável Kopnin
Pável Vasílievich Kopnín (en ruso: Пáвел Васи́льевич Копни́н; Gzhel, Óblast de Moscú, 27 de enero de 1922 - Moscú, 1971) fue un filósofo ruso que se destacó en el estudio de la Lógica, la Gnoseología y el método científico.

## Datos biográficos
Combatió en las filas del Ejército Rojo durante la II Guerra Mundial e ingresó al Partido Comunista de la Unión Soviética en 1943. Después de la guerra estudió en la Universidad de Moscú, donde se graduó en 1944. Trabajó en la Academia de Ciencias Sociales del Comité Central del PCUS; fue director del Departamento de Filosofía de la  Universidad de Tomsk desde 1956 hasta 1958. Se dedicó al estudio de las cuestiones fundamentales de la filosofía de la ciencia, el estudio de los problemas metodológicos y lógico-gnoseológicos de ramas diferentes de la ciencia (física, biología, cibernética), los problemas que las unen y de aquellos que aparecen en el conocimiento interdisciplinario.

## Instituto de Filosofía
Entre 1962 y 1968 fue director del Instituto de Filosofía de la Academia de Ciencias de la RSS de Ucrania, siendo nombrado director del Instituto de Filosofía de la Academia de Ciencias de la URSS en 1968. Fue integrante del comité de redacción de la revista Вопросы философии (Cuestiones de Filosofía) desde 1963 y uno de los redactores de la Философская энциклопедия (Enciclopedia Filosófica). En 1967 fue nombrado miembro de la Academia de Ciencias de la URSS.
Los problemas de la lógica de la investigación científica recibieron la atención principal durante su gestión como director del Instituto de Filosofía. Las bases metodológicas de la lógica de la ciencia contemporánea fueron analizadas, en una tentativa de generalización del materialismo dialéctico en esferas separadas del conocimiento metodológico concreto, las funciones lógicas dialécticas fueron investigadas, el concepto de la concordancia entre la dialéctica, la lógica y la teoría del conocimiento resultó iluminado. Fue construida una tipología ramificada de las formas de pensamiento, las formas de conocimiento y las formas de sistematización del conocimiento científico, se construyeron refinamientos esenciales en la comprensión de la relación de lo sensual y lo racional, de lo teórico y lo empírico. Estos estudios tuvieron un efecto significativo sobre el desarrollo subsecuente de la lógica del conocimiento científico y de la historia de la filosofía.

## Obras
- Dialéctica como lógica (1961) Versión en castellano de Lydia Kúper de Velasco: Lógica Dialéctica, México, Editorial Grijalbo, 1966; La Habana, Editorial Pueblo y Educación, 1983.
- Hipótesis y el conocimiento de la realidad (1962) Traducción de Lydia Kúper de Velasco: Hipótesis y Verdad, México, Editorial Grijalbo S.A. 1969.
- La idea como forma de pensamiento (1963)
- Bases lógicas de la ciencia (1968)
- Dialéctica como lógica y la teoría del conocimiento (1973)
- Dialéctica, lógica, ciencia (1973)
- Bases gnoseológicas y lógicas de la ciencia (1974)
- Los problemas de dialécticas como lógica y teoría del conocimiento Trabajos filosóficos seleccionados (1982)